# Veterinärerna
Veterinärerna är en dokumentärserie på TV4 och Sjuan där man får följa veterinärernas verksamhet i Sverige. Första säsongen sändes 2002. Programmet sändes till 2004 i TV4. Programmet började åter sändas på Sjuan under 2014.